# Анджей Цофалик
Анджей Цофалик (пол. Andrzej Cofalik, 8 вересня 1968) — польський важкоатлет.
Бронзовий призер Олімпійських Ігор 1996 року в категорії 83 кг, учасник 1992 року.
Чемпіон світу 1997 року в категорії до 83 кг.